# علی العطار
علی العطار (عربی: علي أسعد العطار؛ زادهٔ ۱۵ مهٔ ۱۹۸۰) بازیکن فوتبال اهل لبنان بود.
وی همچنین در تیم ملی فوتبال لبنان بازی کرده‌است.